# Sabine Leutheusser-Schnarrenberger

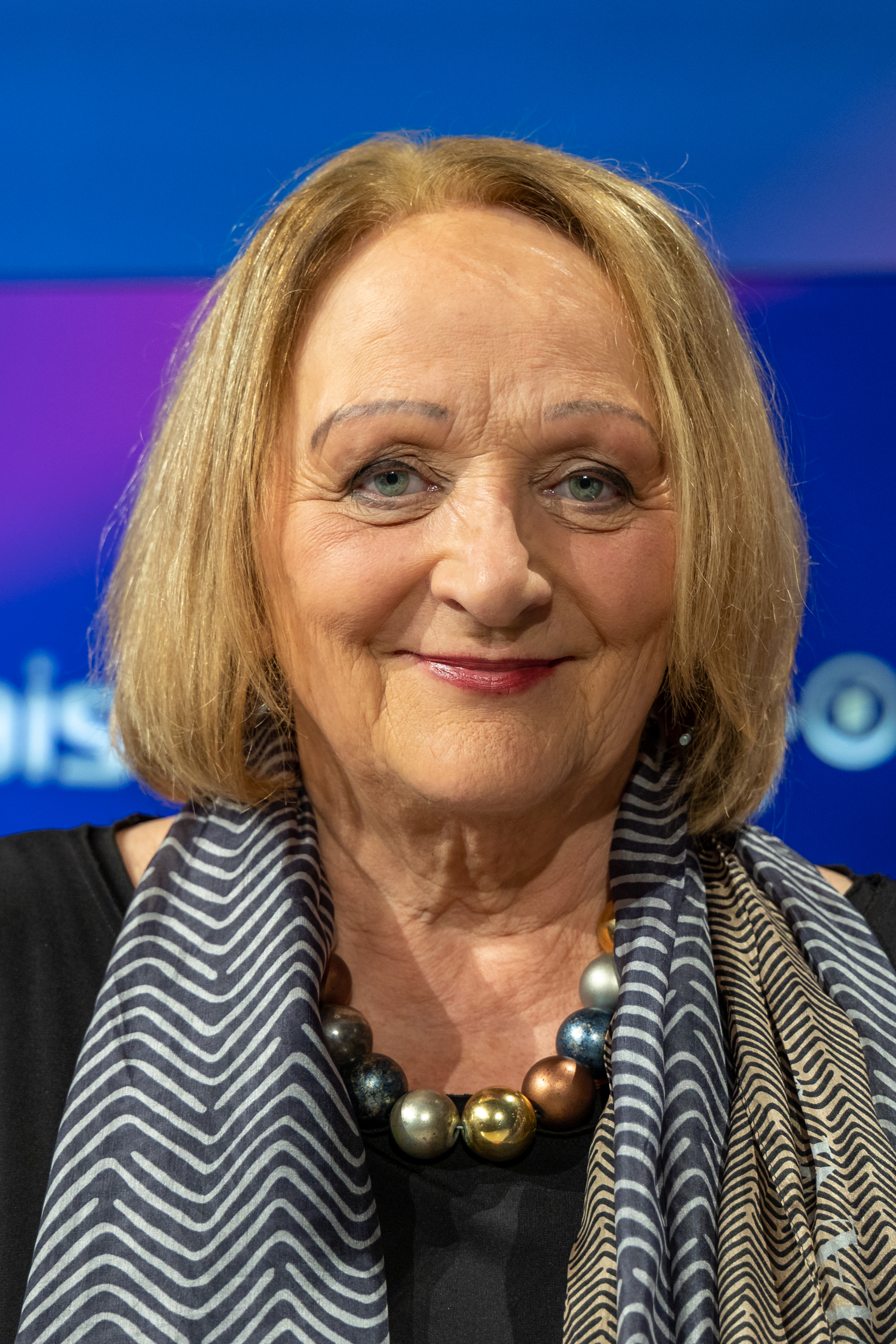
Sabine Leutheusser-Schnarrenberger (2023)

Sabine Leutheusser-Schnarrenberger (abgekürzt oft SLS oder Schnarri; * 26. Juli 1951 in Minden als Sabine Leutheusser) ist eine deutsche Politikerin (FDP). Sie war von 1992 bis 1996 sowie von 2009 bis 2013 Bundesministerin der Justiz. Von 2018 bis 2024 war sie erste Antisemitismusbeauftragte des Landes Nordrhein-Westfalen. Von 2019 bis 2023 war sie Mitglied des Bayerischen Verfassungsgerichtshofes.

## Leben

### Ausbildung und Beruf
Nach dem Abitur 1970 am Caroline-von-Humboldt-Gymnasium in Minden absolvierte sie in Göttingen und Bielefeld ein Studium der Rechtswissenschaft. Sie legte 1975 das Erste und 1978 das Zweite juristische Staatsexamen ab. Von 1979 bis 1990 war sie beim Deutschen Patentamt in München tätig, zuletzt als Leitende Regierungsdirektorin.

### Partei

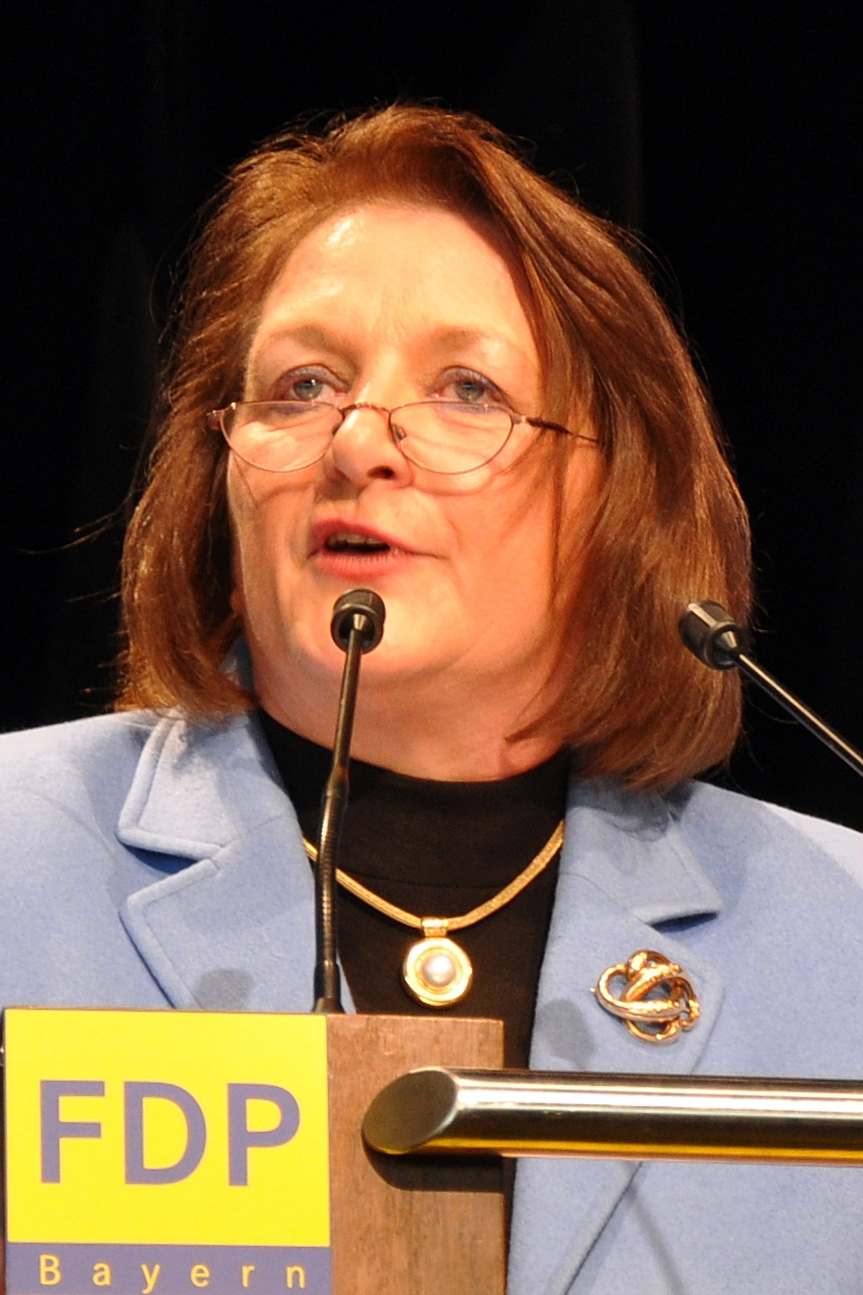
Leutheusser-Schnarrenberger bei einer Veranstaltung der FDP Bayern (2009)

Seit 1978 ist Leutheusser-Schnarrenberger Mitglied der FDP. Sie gehört dem Freiburger Kreis und dem linksliberalen Flügel der FDP an. Von 1991 bis 2013 war sie Mitglied des FDP-Bundesvorstands. Von 1993 bis 2013 war Leutheusser-Schnarrenberger im Präsidium der FDP – zunächst in ihrer Funktion als der FDP angehörende Bundesministerin, ab 1997 als gewählte Beisitzerin und zuletzt ab 2011 als stellvertretende Bundesvorsitzende.
Von Dezember 2000 bis November 2013 war sie Landesvorsitzende der FDP Bayern. Sie setzte sich in einer Kampfabstimmung knapp gegen den bisherigen Landesvorsitzenden Hermann Stützer durch, der das Amt 1998 von Max Stadler übernommen hatte. Zentrales Ziel Leutheusser-Schnarrenbergers war der Wiedereinzug in den Landtag im Herbst 2003. Dieses Ziel wurde klar verfehlt (2,6 %), wenn auch das Ergebnis ca. ein Drittel besser als 1998 war. Bei der Bundestagswahl 2005 erhielt die FDP in Bayern unter ihrer Führung 9,5 Prozent der Stimmen (nach 4,5 % bei der Bundestagswahl 2002); neun bayerische FDP-Abgeordnete zogen in den Bundestag ein (nach vier im Jahr 2002).
Nach ihrem Rücktritt als Bundesjustizministerin im Januar 1996 (s. u.) wurde sie europapolitische Sprecherin der FDP-Bundestagsfraktion. In dieser Eigenschaft begleitete sie für die FDP die Arbeit an einer Verstärkung der verfassungsmäßigen Grundlagen in der Europäischen Union.
Von 2002 bis 2009 war sie eine der stellvertretenden Fraktionsvorsitzenden und rechtspolitische Sprecherin der FDP-Bundestagsfraktion und war Obfrau im Rechtsausschuss des Bundestages.
Nach der Landtagswahl 2008 unterzeichnete sie am 24. Oktober 2008 als Parteivorsitzende den Koalitionsvertrag mit der CSU. CSU und FDP wählten bei der konstituierenden Sitzung des Landtags am 27. Oktober 2008 Horst Seehofer zum Ministerpräsidenten (Kabinett Seehofer I).
Sabine Leutheusser-Schnarrenberger erreichte in Umfragen im Vergleich zu anderen FDP-Politikern oft hohe Beliebtheitswerte. Laut Deutschlandtrend-Umfrage (ARD) am 5. Mai 2011 war Leutheusser-Schnarrenberger die beliebteste FDP-Politikerin.
2013 wurde sie von der FDP Bayern zur Ehrenvorsitzenden gewählt.

### Abgeordnetentätigkeit
Leutheusser-Schnarrenberger ist seit den bayerischen Kommunalwahlen von 2002 Mitglied des Kreistages Starnberg.
Von 1990 bis 2013 war sie auch Mitglied des Deutschen Bundestages. Sie trat im Wahlkreis Starnberg an, ist aber stets über die Landesliste der FDP Bayern in den Deutschen Bundestag eingezogen, 2002, 2005, 2009 und 2013 führte sie die Landesliste an.
Ab 2002 war sie Mitglied der Parlamentarischen Versammlung des Europarates und gehörte dort dem Ausschuss für Recht und Menschenrechte an.
Durch das Scheitern ihrer Partei an der Fünf-Prozent-Hürde bei der Bundestagswahl 2013 war sie im 18. Bundestag nicht mehr vertreten. Danach trat sie nicht mehr für die Landesliste Bayern an.

### Bundesministerin der Justiz
Am 18. Mai 1992 wurde Leutheusser-Schnarrenberger als Bundesministerin der Justiz in die von Bundeskanzler Helmut Kohl geführte Bundesregierung berufen (Kabinett Kohl IV und Kabinett Kohl V). Am 14. Dezember 1995 kündigte sie aus Protest gegen die geplante akustische Wohnraumüberwachung im Rahmen des Großen Lauschangriffs, der von ihrer Partei in einer Mitgliederbefragung befürwortet worden war, ihren Rücktritt an und schied am 17. Januar 1996 aus dem Amt aus.
Sabine Leutheusser-Schnarrenbergers Rücktritt aus Gewissensgründen – sie wollte die Entscheidung der Bundesregierung zum Einsatz des „großen Lauschangriffs“, der 2004 vom Bundesverfassungsgericht gekippt wurde, nicht mittragen – wurde von vielen Menschen als Zeichen ihres Rückgrats wahrgenommen. Im Jahr 2009 wurde sie wieder Bundesjustizministerin und war damit die erste Ministerin in der bundesdeutschen Geschichte, die nach einem Rücktritt das gleiche Amt wieder innehatte.

### Europarat
Als Mitglied der Parlamentarischen Versammlung des Europarates von 2003 bis 2009 war sie Teil des Ausschusses für Recht und Menschenrechte. Sie befasste sich mit der Rolle Russlands im Europarat und dessen Verstößen gegen die EMRK. Leutheusser-Schnarrenberger äußerte sich kritisch zu der ungenügenden Zusammenarbeit Russlands mit dem Europarat im Zusammenhang mit dem Tschetschenienkonflikt und zum Fall Yukos. Als Beobachterin (Rapporteur) des Yukos-Prozesses verfasste Leutheusser-Schnarrenberger einen Bericht, der am 25. Januar 2005 im Rechtsausschuss der Parlamentarischen Versammlung des Europarats und im Plenum der Parlamentarischen Versammlung angenommen wurde.
Im Jahr 2014 kandidierte Leutheusser-Schnarrenberger für den Posten der Generalsekretärin des Europarats. In der Abstimmung der Parlamentarischen Versammlung unterlag sie Amtsinhaber Thorbjørn Jagland mit 93:156 Stimmen.

### Sonstiges Engagement

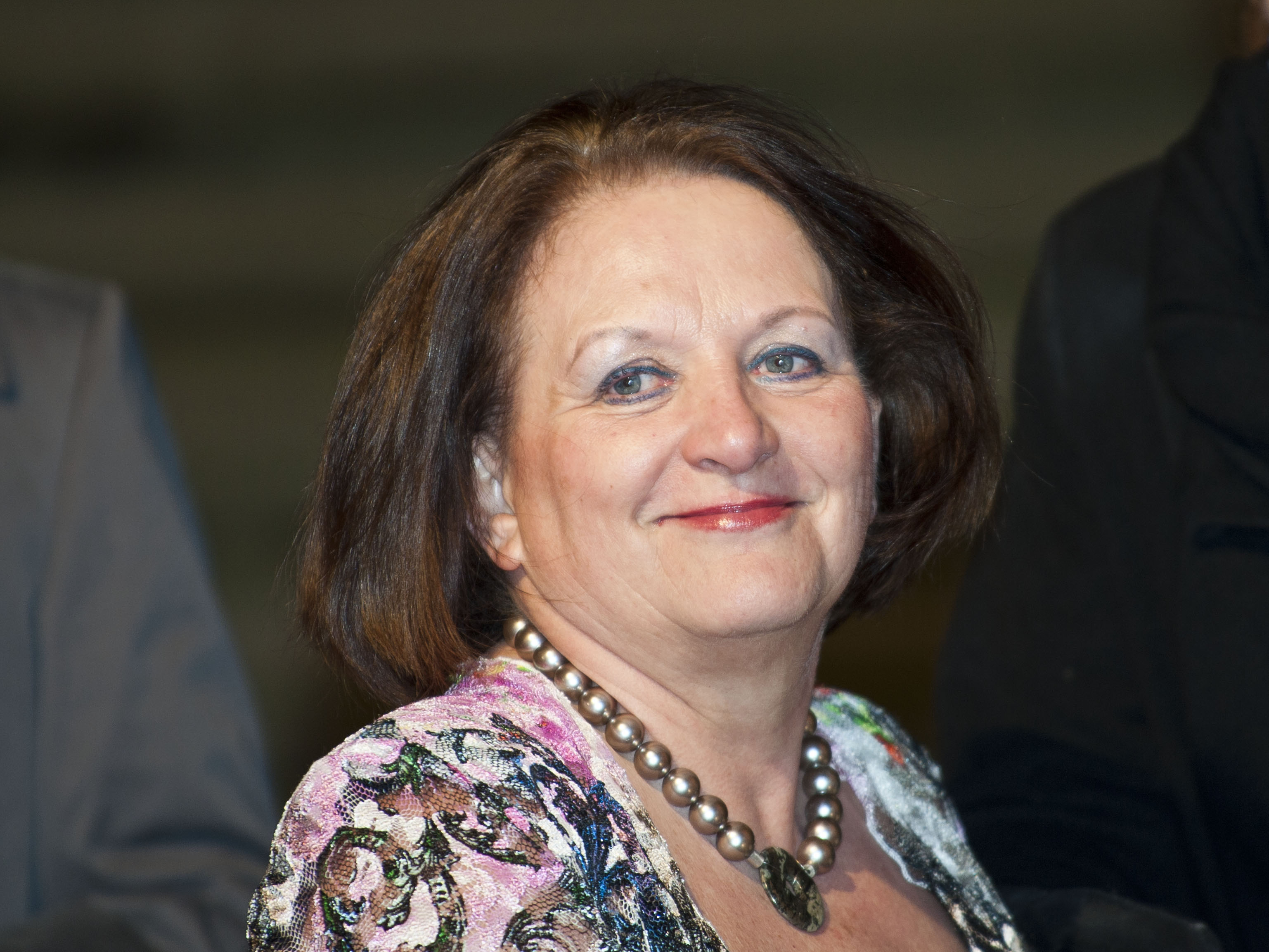
Leutheusser-Schnarrenberger auf der Berlinale 2011

Leutheusser-Schnarrenberger engagiert sich seit 2004 als Stiftungsbeirätin der Stiftung Pro Justitia. Sie ist Vorsitzende des Kuratoriums der Stiftung Bundespräsident-Theodor-Heuss-Haus, stellvertretende Vorsitzende der Theodor-Heuss-Stiftung, Schirmherrin und Mitglied von Dunkelziffer e. V. – Hilfe für sexuell missbrauchte Kinder, Mitglied des Stiftungsrates der Sebastian-Cobler-Stiftung, Mitglied im Board of Advisors der Global Panel Foundation und Mitglied im Aufsichtsrat von AlgorithmWatch. Sie war Mitglied des Beirats der Humanistischen Union. Sie ist auch Mitglied des Vereins Gegen das Vergessen – Für Demokratie e. V., des Deutschen Kinderschutzbundes e. V. Starnberg und auch Mitglied im Weißen Ring e. V. Sie gehörte zu den Unterstützerinnen von Alice Schwarzers PorNO-Kampagne, die eine Durchsetzung des Verbots der Pornografie anstrebt. Leutheusser-Schnarrenberger war aktives Mitglied der Mindener Stichlinge, Deutschlands ältesten aktiven Amateurkabaretts.
Seit 2014 gehört sie einem ohne Entlohnung tätigen, achtköpfigen Beirat mit externen Experten aus europäischen Ländern an, den Google Inc. als Reaktion auf Kritik an der Umsetzung des EuGH-Urteils vom 13. Mai 2014 zum Recht auf Vergessenwerden gründete und der bei der Erarbeitung eines Lösch-Leitfadens beraten soll.
Seit September 2014 ist Leutheusser-Schnarrenberger Mitglied des Vorstandes der FDP-nahen Friedrich-Naumann-Stiftung für die Freiheit. Seit September 2018 ist sie stellvertretende Vorstandsvorsitzende.
Sie ist ferner Mitglied des wissenschaftlichen Beirates der Gesellschaft für Datenschutz und Datensicherheit und gehört zu den Unterstützern der Charta der Digitalen Grundrechte der Europäischen Union, die Ende November 2016 veröffentlicht wurde.
Sie gehört seit Februar 2016 dem Stiftungsrat der Boris Nemzow Stiftung für die Freiheit an und war Vorstandsmitglied von Transparency International Deutschland, dem deutschen Chapter von Transparency International.
2018 wurde sie durch die nordrhein-westfälische Landesregierung zur ersten Antisemitismusbeauftragten des Landes ernannt. Ende Oktober 2024 legte sie ihr Amt nieder. Ihre Nachfolgerin wurde Sylvia Löhrmann.

### Bayerischer Verfassungsgerichtshof
Am 11. Dezember 2018 wurde Leutheusser-Schnarrenberger vom Bayerischen Landtag zum nichtberufsrichterlichen Mitglied des Bayerischen Verfassungsgerichtshofs gewählt. Sie hatte das Ehrenamt von Januar 2019 bis zum Ende der Wahlperiode 2023 inne.

### Auszeichnungen
Sabine Leutheusser-Schnarrenberger wurde 1995 mit der Hamm-Brücher-Medaille und im darauffolgenden Jahr mit dem Paul-Klinger-Preis der Deutschen Angestellten-Gewerkschaft ausgezeichnet. Das ZDF-Journal ML Mona Lisa wählte sie 1997 zur „Frau des Jahres“. Unter anderem erhielt sie 2002 das Bundesverdienstkreuz 1. Klasse und den Verdienstorden des Freistaates Bayern. 2010 wurde ihr die Kompassnadel des Schwulen Netzwerkes NRW überreicht und ein Jahr darauf die Bayerische Verfassungsmedaille in Silber. Im November 2015 erhielt sie den Datenschutzpreis der GDD. 2022 erhielt sie die Max-Stadler-Medaille. 2025 wurde sie mit dem Ehrenzeichen der Anwaltschaft für „ihre bewundernswerte Haltung, die von Ihrer rechtsstaatlichen Grundfestigkeit und Überzeugung zeugt“ ausgezeichnet. Ebenfalls 2025 wurde ihr der Verdienstorden des Landes Nordrhein-Westfalen verliehen.

### Familie
Bereits ihr Großvater Louis Leutheusser war während der Weimarer Republik als Kommunalpolitiker tätig, ihr Vater Horst Leutheusser war Rechtsanwalt und als CDU-Mitglied von 1964 bis 1969 stellvertretender Bürgermeister von Minden. Ihr Onkel Wolfgang Stammberger war von 1961 bis 1962 Bundesjustizminister. Ihr Bruder Thomas Leutheusser ist Anwalt für Strafrecht und Ausländerrecht in Nürnberg. Ihre Schwester Ruth Leutheusser de Vries war Englischlehrerin, stellvertretende Direktorin und anschließend Direktorin am Gymnasium am Waldhof (ehemals Bavink-Gymnasium) in Bielefeld.
Ihr Mann, der Journalist Ernst Schnarrenberger, starb am 23. Februar 2006. Sie lebt in Feldafing.

## Politische Positionen

### Grundrechte
In ihrem Aufsatz „Mut zur Freiheit“ beschrieb sie ihr Verständnis von Freiheit so: „Freiheit verortet im materiellen Rechtsstaat bedeutet Freiheit vor staatlichen Eingriffen in die Freiheitsgrundrechte der Bürgerinnen und Bürger. Freiheiten also, wie sie in Form der Grundrechte in Deutschland Verfassungsrang besitzen. Freiheitsgrundrechte sind daher zunächst und zuallererst Abwehrrechte des einzelnen gegen freiheitsbeschränkendes staatliches Handeln. Die Verwirklichung dieser Freiheiten hängt in entscheidendem Maße von der Verfasstheit des Staates, genauer von seiner Rechtsstaatlichkeit ab.“

### Großer Lauschangriff
Durch das Gesetz zur Bekämpfung der organisierten Kriminalität und die Einfügung der Absätze 3 bis 6 in Artikel 13 des Grundgesetzes wurde der Große Lauschangriff im Januar 1998 vom Bundestag und im März 1998 vom Bundesrat beschlossen (weil sie mit diesem Vorhaben nicht einverstanden war, war sie 1995 zurückgetreten, vgl. oben). Mit Gerhart Baum und Burkhard Hirsch erhob Leutheusser-Schnarrenberger daraufhin Verfassungsbeschwerde. Durch Urteil vom 3. März 2004 bestätigte das Bundesverfassungsgericht, dass der Große Lauschangriff teilweise gegen die Menschenwürde verstößt und deshalb verfassungswidrig ist.

### Russland
Im September 2004 war Leutheusser-Schnarrenberger unter den Unterzeichnern eines von der neokonservativen US-amerikanischen Denkfabrik Project for the New American Century (PNAC) veröffentlichten Offenen Briefes an die Staatsoberhäupter und Regierungschefs von NATO und EU gegen die Politik des russischen Präsidenten.

### Telekommunikation und Neue Medien

#### Vorratsdatenspeicherung
Ende 2007 erhob Leutheusser-Schnarrenberger vertreten durch Hirsch ebenfalls wie Baum Verfassungsbeschwerde auch gegen die Vorratsdatenspeicherung, die von der Großen Koalition im November 2007 beschlossen worden war.
Am 2. März 2010 erklärte das Bundesverfassungsgericht die Vorratsdatenspeicherung in der damaligen Form (die Leutheusser-Schnarrenberger nunmehr als Bundesministerin formal mit zu vertreten hatte) für verfassungswidrig.

#### Internetsperren
In den Jahren nach 2009 war Leutheusser-Schnarrenberger eine der koalitionsinternen Hauptgegner des umstrittenen Vorstoßes von Ursula von der Leyen zur Sperrung von Webseiten mit kinderpornographischem Inhalt. Die Initiative war Gegenstand intensiver Auseinandersetzungen. Im Februar 2010 distanzierte sich die Bundesregierung (Kabinett Merkel II, Union/FDP) von dem Gesetzesvorhaben. Der damalige Bundespräsident Horst Köhler hatte sich bis zu diesem Zeitpunkt geweigert, das Gesetz zu unterzeichnen. Am 5. April 2011 schließlich beschloss die Bundesregierung, das Zugangserschwerungsgesetz aufzuheben. Die Aufhebung des Gesetzes wurde in den Medien mit ihrem Engagement in einen direkten Zusammenhang gebracht und ihr mitunter auch eindeutig zugeschrieben.

### Überwachungsprogramme

#### PRISM
Nach dem Bekanntwerden des amerikanischen Überwachungsprogrammes PRISM Mitte 2013 äußerte sich Leutheusser-Schnarrenberger kritisch. Sie widersprach in einem Gastbeitrag der Stellungnahme des US-Präsidenten Barack Obama vom 7. Juni 2013 „Man kann nicht 100 Prozent Sicherheit und 100 Prozent Privatsphäre und null Unannehmlichkeiten haben“ (Autor Barack Obama: Der Tagesspiegel): „Ich teile diese Einschätzung nicht. Eine Gesellschaft ist umso unfreier, je intensiver ihre Bürger überwacht, kontrolliert und beobachtet werden. Sicherheit ist im demokratischen Rechtsstaat kein Selbstzweck, sondern dient der Sicherung von Freiheit.“ (Sabine Leutheusser-Schnarrenberger: Spiegel Online). Von den USA verlangte sie Aufklärung: „Der Verdacht der überbordenden Kommunikationsüberwachung ist so besorgniserregend, dass er nicht im Raum stehen bleiben darf. Deswegen gehört jetzt an erste Stelle Offenheit und Aufklärung durch die US-Administration selbst. Alle Fakten müssen auf den Tisch.“ (Sabine Leutheusser-Schnarrenberger: Spiegel Online)

#### Tempora (Britisches Abhörsystem)
Leutheusser-Schnarrenberger äußerte sich zu Berichten, Großbritannien betreibe ein noch viel umfangreicheres Abhörprogramm (Tempora) als die USA, sehr deutlich („Treffen die Vorwürfe zu, wäre das eine Katastrophe.“ „Die Vorwürfe gegen Großbritannien klingen nach einem Alptraum à la Hollywood.“). Die Aufklärung gehöre sofort in die europäischen Institutionen.

#### No-Spy-Abkommen
Nachdem im Mai 2015 der NDR, WDR und die Süddeutsche Zeitung enthüllt hatten, dass es nie eine Aussicht auf das von der Regierung versprochene No-Spy-Abkommen gegeben habe, urteilte Leutheusser-Schnarrenberger, das Kanzleramt habe letztlich die Menschen und den Koalitionspartner FDP „hinter die Fichte geführt“. Es sei ein „Potemkinsches Dorf“ errichtet worden, „um das Thema wegzudrücken und alle ruhigzustellen.“ Bundeskanzlerin Merkel habe es wohl ausgereicht, dass sie aus dem Spionageprogramm herausgenommen worden sei.

### Missbrauchsfälle an katholischen Einrichtungen
Im Rahmen der Enthüllungen von Missbrauchsfällen an deutschen katholischen Einrichtungen forderte Leutheusser-Schnarrenberger am 23. Februar 2010 in einem Fernseh-Interview, entgegen der bisherigen Praxis bei vorliegenden Missbrauchsverdachtsfällen in jedem Falle die Staatsanwaltschaft einzuschalten.
Leutheusser-Schnarrenberger wurde für diese Äußerung kritisiert; sie räumte ein, dass bei Verdacht auf sexuellen Missbrauch eine Anzeigepflicht so nicht bestand. Der damalige Vorsitzende der Deutschen Bischofskonferenz, Erzbischof Robert Zollitsch, warf ihr falsche Tatsachenbehauptungen vor und stellte ihr ein Ultimatum von 24 Stunden zur Korrektur ihrer Interviewäußerungen. Nach einem Telefonat mit Merkel und dem Angebot von Leutheusser-Schnarrenberger zu einem Gespräch nahm Zollitsch das Ultimatum zurück.
Mit ihrer Forderung nach Aufarbeitung der bekanntgewordenen Missbrauchsfälle in deutschen katholischen Einrichtungen in einem eigenen Runden Tisch im Justizministerium konnte sich Leutheusser-Schnarrenberger im Kabinett nicht durchsetzen. Sie nahm schließlich am Runden Tisch „Sexueller Missbrauch“ zusammen mit Familienministerin Kristina Schröder und Bildungsministerin Annette Schavan teil. Im weiteren Verlauf der Debatte äußerte sich Leutheusser-Schnarrenberger weiterhin sehr kritisch gegenüber der Katholischen Kirche in Deutschland und wurde auch dafür teils heftig kritisiert. Ihre Forderung, die Leitlinien der Deutschen Bischofskonferenz zum Vorgehen bei sexuellem Missbrauch von 2002 zu überarbeiten, wurde jedoch von der bayerischen Bischofskonferenz aufgenommen. Diese Forderung war, dass bei jedem bekannt werdenden Missbrauchsverdacht die Staatsanwaltschaft benachrichtigt wird, auch wenn das Opfer dies nicht wünscht.

### Gesamteuropäische Zuwanderungsregelung
Leutheusser-Schnarrenberger fordert die EU im Jahr 2011 zur Verabschiedung einer gemeinsamen Zuwanderungspolitik auf. Die Europäische Union müsse sich „der Realität stellen und durch eine kluge gemeinsame Einwanderungspolitik Zuwanderung steuern“, wobei sie „künftig besser ihren humanitären Verpflichtungen gerecht werden“ müsse. Dies gelte für Armutszuwanderung ebenso wie für politische Fluchtbewegungen.

### Ankauf von Steuersünder-CDs durch Finanzbehörden
Am 1. September 2012 erklärte Leutheusser-Schnarrenberger im Zusammenhang mit dem Steuerabkommen Deutschland–Schweiz, dessen Ratifizierung die Opposition in Frage gestellt hatte, ihre Unterstützung für eine Gesetzesinitiative „gegen Datenhehlerei“ des hessischen Justizministers Jörg-Uwe Hahn, mit der auch der Ankauf von Bankkundendaten zur Verfolgung von Steuerstraftaten, sogenannter Steuersünder-CDs, durch deutsche Behörden unter Strafe gestellt werden sollte. Gegen teils heftige Kritik verteidigte sie ihren Standpunkt und erklärte: „Steuerhinterziehung gehört mit allen rechtsstaatlichen Mitteln bekämpft und nicht mit Hilfe von Kriminellen und windigen Datenhehlern“ und „Der Schaden für den Rechtsstaat ist durch das Anheizen eines Steuerdatenschwarzmarktes langfristig größer als kurzfristig ein paar Prozentpunkte mehr für die SPD“. Zahlreiche Kritiker aus SPD und Bündnis 90/Die Grünen warfen ihr daraufhin vor, Steuerfahnder strafrechtlich verfolgen zu wollen, um Steuerhinterzieher zu schützen.

## Kabinette
- Kabinett Kohl IV
- Kabinett Kohl V
- Kabinett Merkel II

## Veröffentlichungen
- Zwischen Einbürgerung und politischer Partizipation „ausländischer Mitbürger“. Welchen Spielraum gewährt der demokratische Rechtsstaat in Deutschland? In: Christian Büttner, Berthold Meyer (Hrsg.): Integration durch Partizipation. „Ausländische Mitbürger“ in demokratischen Gesellschaften (= Studien der Hessischen Stiftung Friedens- und Konfliktforschung. 35). Campus, Frankfurt am Main u. a. 2001, ISBN 3-593-36723-8, S. 31–43.
- Vorratsdatenspeicherung – Ein vorprogrammierter Verfassungskonflikt. In: Zeitschrift für Rechtspolitik Bd. 40, Nr. 1, 2007, S. 9–13, JSTOR:23428994.
- Auf dem Weg in den autoritären Staat. In: Blätter für deutsche und internationale Politik. Bd. 53, Nr. 1, 2008, S. 62–70 (online).
- Haltung ist Stärke. Was auf dem Spiel steht. Kösel, München 2017, ISBN 978-3-466-37185-3 (Leseprobe).
- Angst essen Freiheit auf. Warum wir unsere Grundrechte schützen müssen. wbg Theiss, Darmstadt 2019, ISBN 978-3-80623891-4.